# Rogale (Stare Juchy)
Rogale (deutsch Rogallen) ist ein Dorf in der polnischen Woiwodschaft Ermland-Masuren und gehört zur Gmina Stare Juchy (Landgemeinde (Alt) Jucha, 1938 bis 1945 Fließdorf) im Powiat Ełcki (Kreis Lyck).

## Geographische Lage
Rogale liegt am Westufer des Großen Rogaller Sees (polnisch Jezioro Rogale) in der östlichen Woiwodschaft Ermland-Masuren, 13 Kilometer westlich der Kreisstadt Ełk (deutsch Lyck).

## Geschichte
Rogallen wurde im Jahre 1552 gegründet und wurde 1874 in den neu errichteten Amtsbezirk Skomatzko (polnisch Skomack Wielki) eingegliedert. Dieser – 1938 in „Amtsbezirk Dippelsee“ umbenannt – bestand bis 1945 und gehörte zum Kreis Lyck im Regierungsbezirk Gumbinnen (ab 1905: Regierungsbezirk Allenstein) der preußischen Provinz Ostpreußen.
Im Jahre 1910 waren 229 Einwohner in Rogallen registriert. Ihre Zahl stieg bis 1933 auf 286 und betrug 1939 noch 256.
Aufgrund der Bestimmungen des Versailler Vertrags stimmte die Bevölkerung im Abstimmungsgebiet Allenstein, zu dem Rogallen gehörte, am 11. Juli 1920 über die weitere staatliche Zugehörigkeit zu Ostpreußen (und damit zu Deutschland) oder den Anschluss an Polen ab. In Rogallen stimmten 180 Einwohner für den Verbleib bei Ostpreußen, auf Polen entfielen keine Stimmen.
In Kriegsfolge wurde 1945 das gesamte südliche Ostpreußen und mit ihm auch Rogallen an Polen überstellt. Das Dorf erhielt die polnische Namensform „Rogale“. Heute ist es Sitz eines Schulzenamtes und somit eine Ortschaft im Verbund der Landgemeinde Stare Juchy ((Alt) Jucha, 1938 bis 1945 Fließdorf) im Powiat Ełcki (Kreis Lyck), bis 1998 der Woiwodschaft Suwałki, seither der Woiwodschaft Ermland-Masuren zugeordnet.

## Kirche
Bis 1945 war Rogallen in die evangelische Kirche Klaussen (polnisch Klusy) in der Kirchenprovinz Ostpreußen der Kirche der Altpreußischen Union sowie in die römisch-katholische Kirche Lyck im Bistum Ermland eingepfarrt.
Heute gehört Rogale katholischerseits zur Pfarrei Grabnik bzw. zur Pfarrei Klusy im Bistum Ełk der Römisch-katholischen Kirche in Polen. Die evangelischen Einwohner halten sich zur Kirchengemeinde der Kreisstadt Ełk, einer Filialgemeinde der Pfarrei Pisz (deutsch Johannisburg) in der Diözese Masuren der Evangelisch-Augsburgischen Kirche in Polen.

## Verkehr
Rogale liegt an der Nebenstraße 1917N, die von Grabnik (Grabnick) an der Woiwodschaftsstraße 656 über Rożyńsk (Rosinsko, 1938 bis 1945 Rosenheide) bis zur Landesstraße 16 führt. Rogale ist außerdem mit seinem 700 Meter südlich gelegenen Bahnhof eine Bahnstation an der Bahnstrecke Czerwonka–Ełk (deutsch Rothfließ–Lyck), die allerdings nicht mehr in regulärem Betrieb befahren wird.